# Regije Bosne i Hercegovine
Bosna i Hercegovina se sastoji od geografskih, povijesnih i političko-upravnih regija. Potpisivanjem Daytonskog sporazuma finalizirane su sadašnje geopolitičke regije.

## Političko-upravne regije
- Federacija Bosne i Hercegovine
  - Županije Federacije Bosne i Hercegovine
    - Unsko-sanski županija
    - Županija Posavska
    - Tuzlanska županija
    - Zeničko-dobojska županija
    - Bosansko-podrinjska županija Goražde
    - Županija Središnja Bosna
    - Hercegovačko-neretvanska županija
    - Županija Zapadnohercegovačka
    - Sarajevska županija
    - Hercegbosanska županija
- Republika Srpska
  - Regije Republike Srpske
    - Mezoregija Prijedor
    - Mezoregija Banja Luka
      - Podregija Gradiška
      - Podregija Mrkonjić Grad

    - Mezoregija Doboj
      - Podregija Zvornik

    - Mezoregija Bijeljina
    - Mezoregija Istočno Sarajevo
      - Podregija Foča

    - Mezoregija Trebinje
- Distrikt Brčko

## Zemljopisne regije

### Bosna
- Bosanska krajina
  - Cazinska krajina
- Bosanska Posavina
- Semberija
- Podrinje (istočna Bosna)
- Središnja Bosna
- Završje (Tropolje)

### Hercegovina
- Zapadna Hercegovina
- Istočna Hercegovina
- Sjeverna Hercegovina (Gornja Hercegovina)
- Južna Hercegovina (Donja Hercegovina)

## Povijesne regije
- Bosna
  - Birač
  - Središnja Bosna
  - Vrhbosna
  - Osat
- Bosanska krajina
  - Cazinska krajina
  - Knešpolje
  - Lijevče polje
- Dolnji kraji
- Završje
- Humska zemlja
- Hercegovina
- Travunija
- Glaž

### Srednjovjekovne župe
- Dabar
- Drina
- Popovo
- Soli
- Usora
- Vrhbosna
- Vrm
- Zagorje

## Urbane regije
- Sarajevo
  - Goražde
  - Visoko
- Banja Luka
  - Prijedor
  - Bihać
- Mostar
  - Trebinje
  - Livno
- Tuzla
  - Brčko
  - Bijeljina
- Zenica
  - Doboj
  - Travnik